# 虚偽意識
虚偽意識（きょぎいしき、英: False consciousness）とはカール・マルクスらによって提唱された唯物史観においての概念。意識が歴史的な過程を離れた上で、それ自体が独立しているような状況ならばそれは仮象であり、そのような意識というのは虚偽であるということから虚偽意識とよばれる。